# Phyllanthus dzumacensis
Phyllanthus dzumacensis är en emblikaväxtart som beskrevs av Maurice Schmid. Phyllanthus dzumacensis ingår i släktet Phyllanthus och familjen emblikaväxter. Inga underarter finns listade i Catalogue of Life.